# Vágia
Vágia är en ort i Grekland.   Den ligger i prefekturen Nomós Voiotías och regionen Grekiska fastlandet, i den sydöstra delen av landet, 60 km nordväst om huvudstaden Aten. Vágia ligger 225 meter över havet och antalet invånare är 4 535.
Terrängen runt Vágia är huvudsakligen kuperad, men åt sydost är den platt. Runt Vágia är det ganska glesbefolkat, med 25 invånare per kvadratkilometer. Närmaste större samhälle är Thívai, 11,8 km öster om Vágia. Trakten runt Vágia består till största delen av jordbruksmark.